# Ivica Šebalj
Ivica Šebalj (Križpolje,1960. – 1995.), hrvatski boksač.

## Životopis
Rođen je u ličkom selu Križpolju gdje je pohađao osnovnu školu da bi srednju u Zagrebu nastavio. Počeo je trenirati boks s petnaest godina u zagrebačkom Metalcu.

## Vanjske poveznice
- razni članci o Ivici Šebalju  Arhivirana inačica izvorne stranice od 1. studenoga 2014. (Wayback Machine)